# 라테리나페르지네발다르노
라테리나페르지네발다르노 (Laterina Pergine Valdarno) 이탈리아 토스카나주의 아레초도에 위치한 코무네다.
라테리나페르지네발다르노는 지방자치단체 라테리나와 페르지네발다르노 2018년 1월 1월에 통합되며 신설되었다.